# Huber Heights
Huber Heights är en stad i Miami County, och Montgomery County, i Ohio. Vid 2020 års folkräkning hade Huber Heights 43 439 invånare.